# Centrum Ronde van Vlaanderen

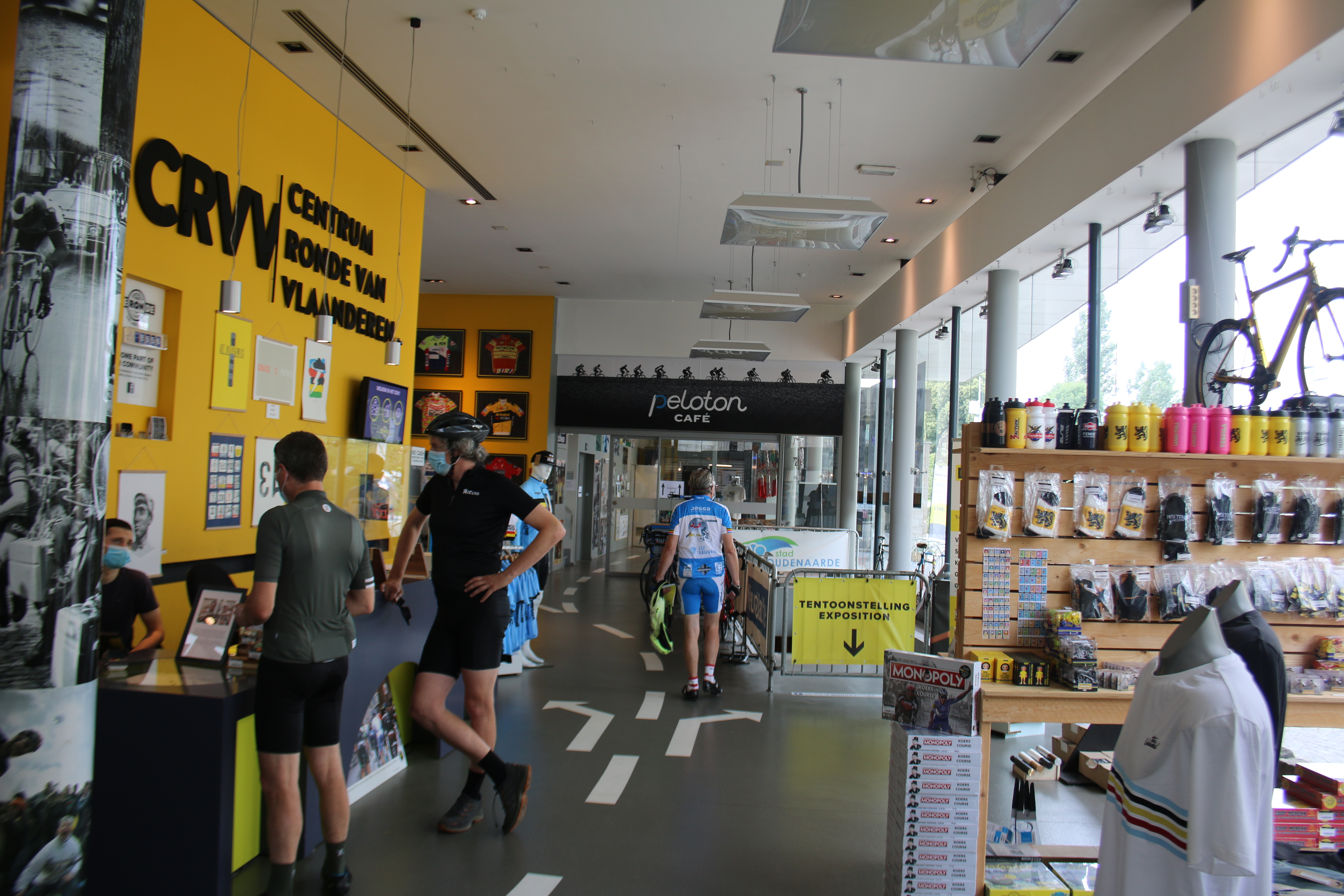
Wielermuseum te Oudenaarde

Het Centrum Ronde van Vlaanderen of  CRVV is een actief (wieler)belevingscentrum in de Oost-Vlaamse stad Oudenaarde waar wielerliefhebbers met verschillende interesses terecht kunnen. Ze hebben als missie om mensen te informeren over de Ronde van Vlaanderen, maar ook om Vlaanderens Mooiste het hele jaar door te laten herbeleven. Hierbij maken ze gebruik van een tentoonstelling, actieve fietsbeleving met fietsverhuur en verschillende faciliteiten voor, tijdens en na de fietsrit. 
Het Centrum Ronde van Vlaanderen is op initiatief van de provincie Oost-Vlaanderen geopend op 25 februari 2003 als een interactief bezoekers- en belevingscentrum, opgebouwd rond de wielerklassieker de Ronde van Vlaanderen. Er is een uitgebreid archief beeld- en geluidsmateriaal van oude radio- en televisiereportages te bekijken en te beluisteren. Het is mogelijk ook zelf te fietsen op de "kasseifiets", de "hellingenfiets" of om in de huid te kruipen van Paul Deman met een unieke VR-beleving. Het Centrum Ronde van Vlaanderen besteedt ook aandacht aan de wielersport in het algemeen, ruimer dan alleen de Ronde van Vlaanderen. Aan het centrum starten de drie lussen van de bewegwijzerde Ronde van Vlaanderenroute.Het CRVV heeft ook een brasserie (Peloton Café), een Rondeshop, een fietsverhuur, twee grote zalen voor zaalverhuur, douches, kleedkamers en lockers en een uitgebreid aanbod voor groepen en bedrijven. Bij het centrum starten ook de lussen van de Ronde van Vlaanderenroute.
Directeur van het CRVV was van 1 januari 2006 tot 30 september 2016 Rik Vanwalleghem, voormalig wielerjournalist en hoofdredacteur van Het Nieuwsblad-De Standaard. Hij werd op 1 oktober 2016 opgevolgd door Geert Joris, voormalig oud-directeur van Boek.be (2005-2012) en algemeen secretaris van de Nederlandse Taalunie (2013-2016).
In 2022 raakte bekend dat er een nieuw CRVV komt (Cycling in Flanders wielerhub) en dat het verhuist naar de Abdij van Maagdendale.

## Afbeeldingen

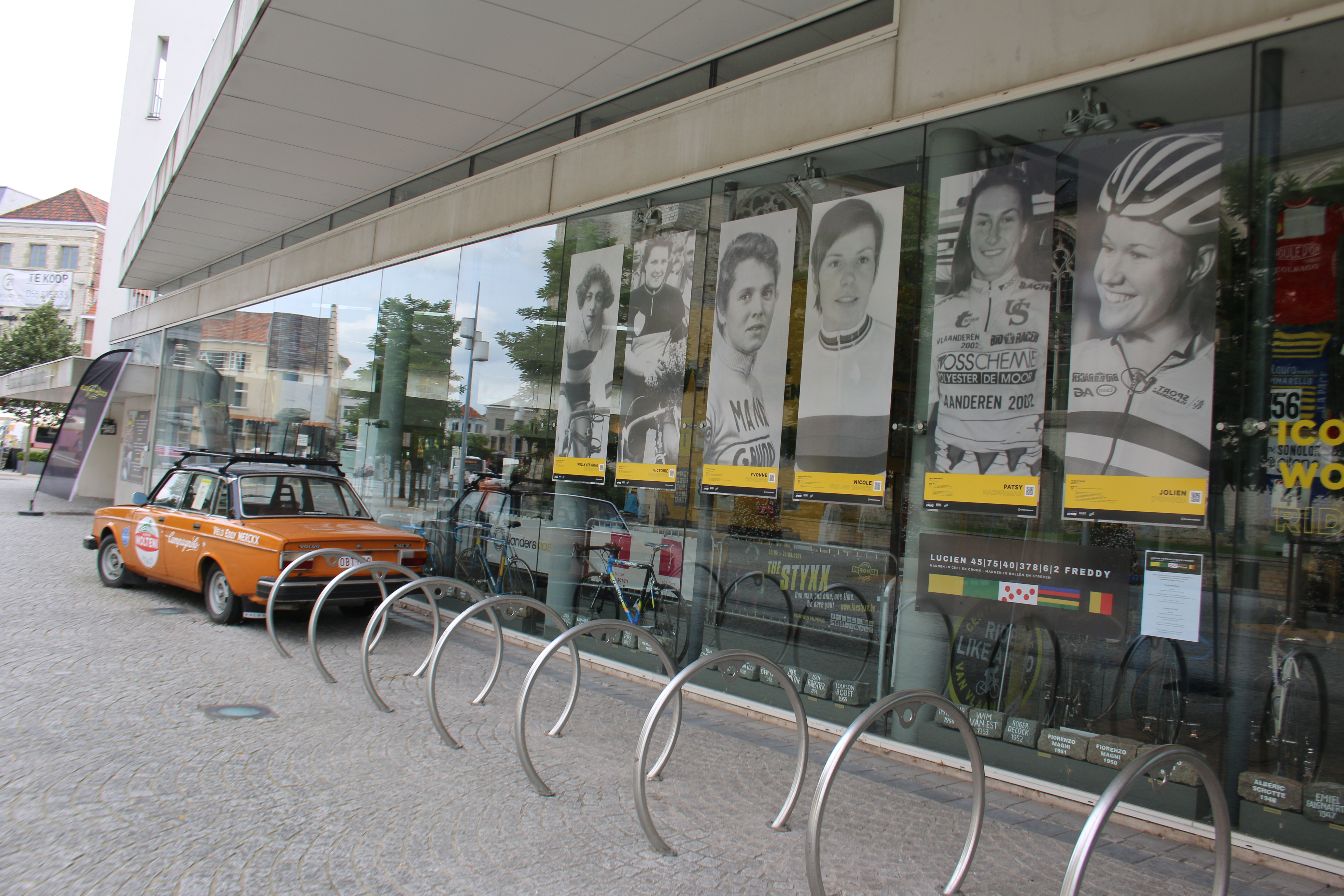
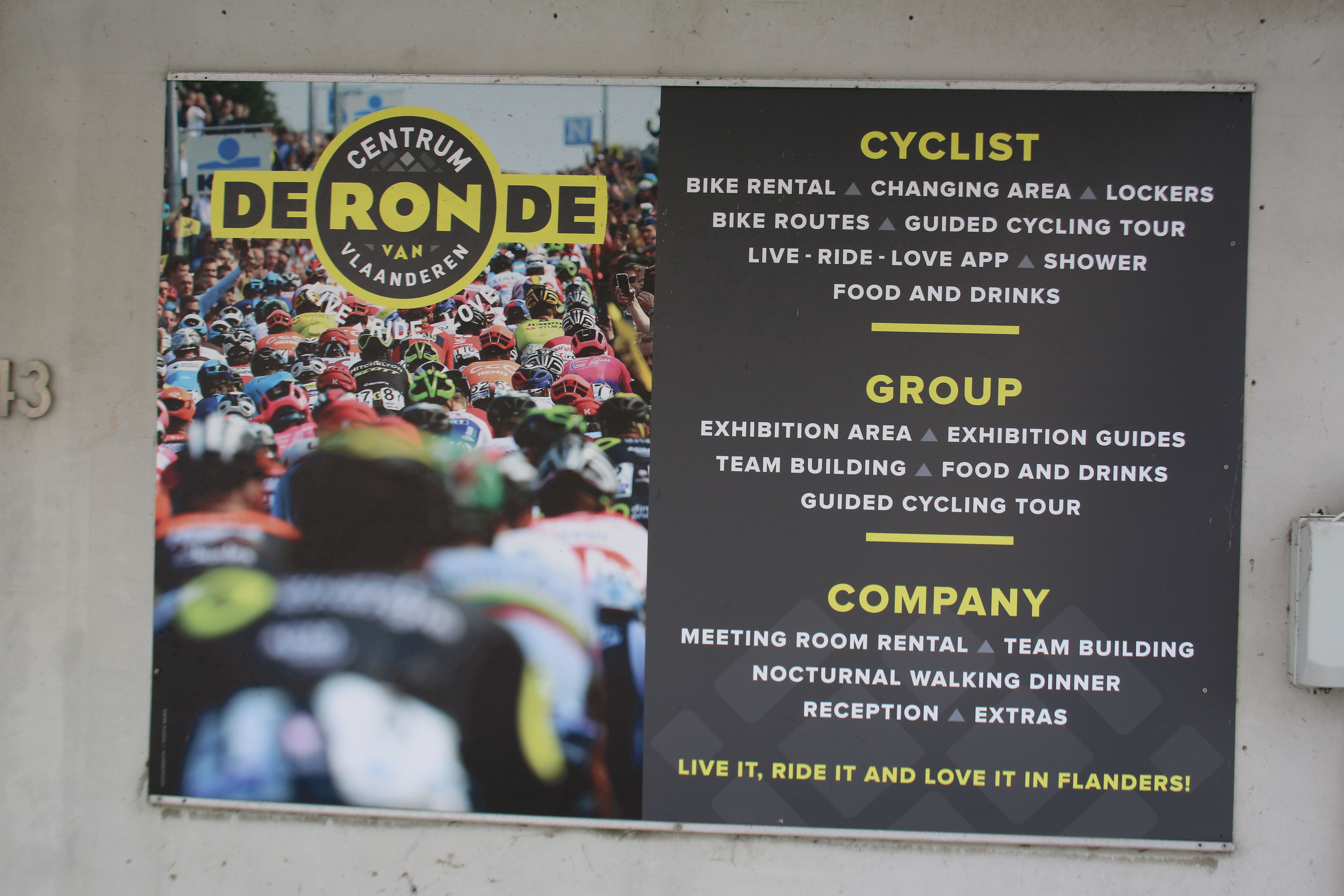
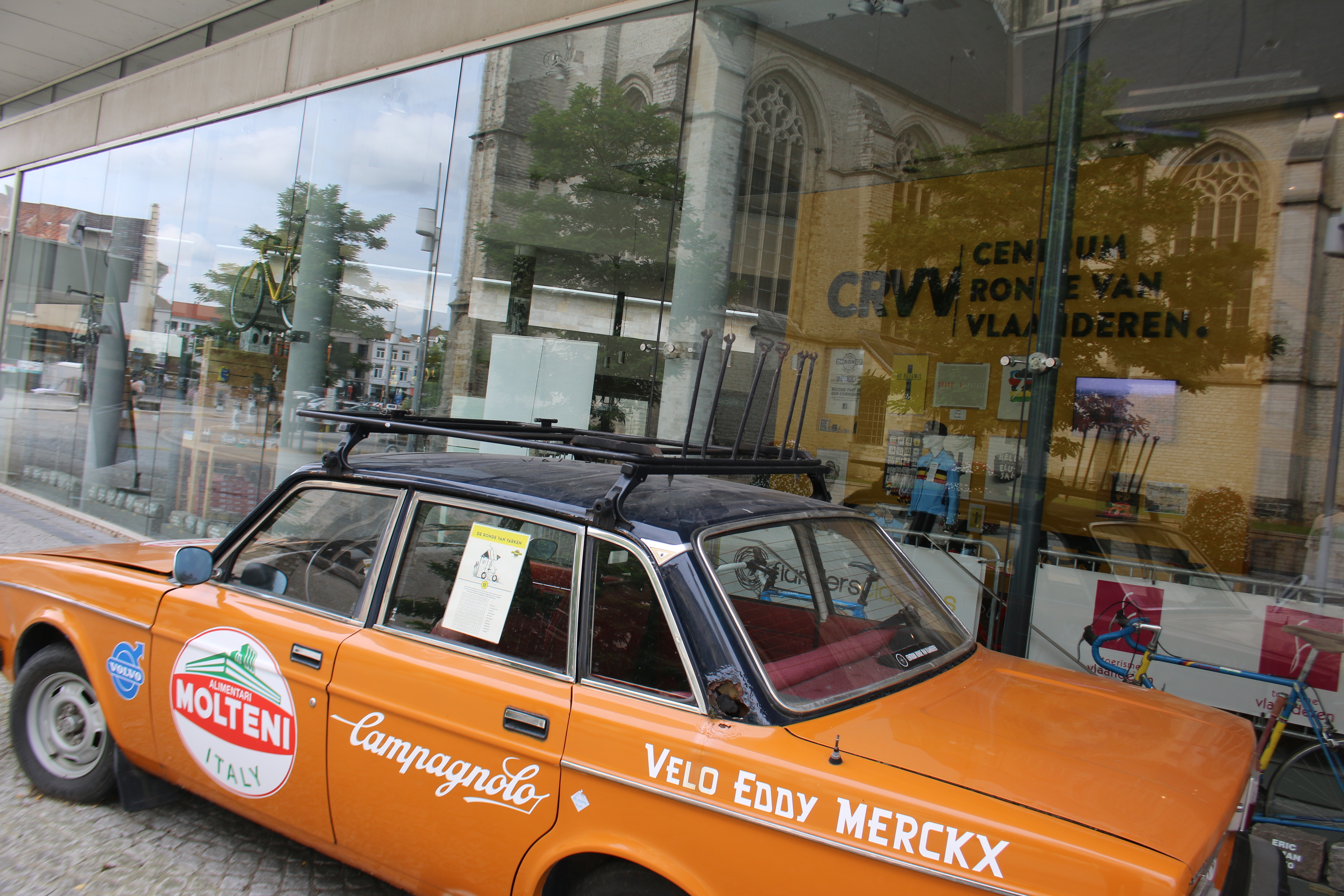
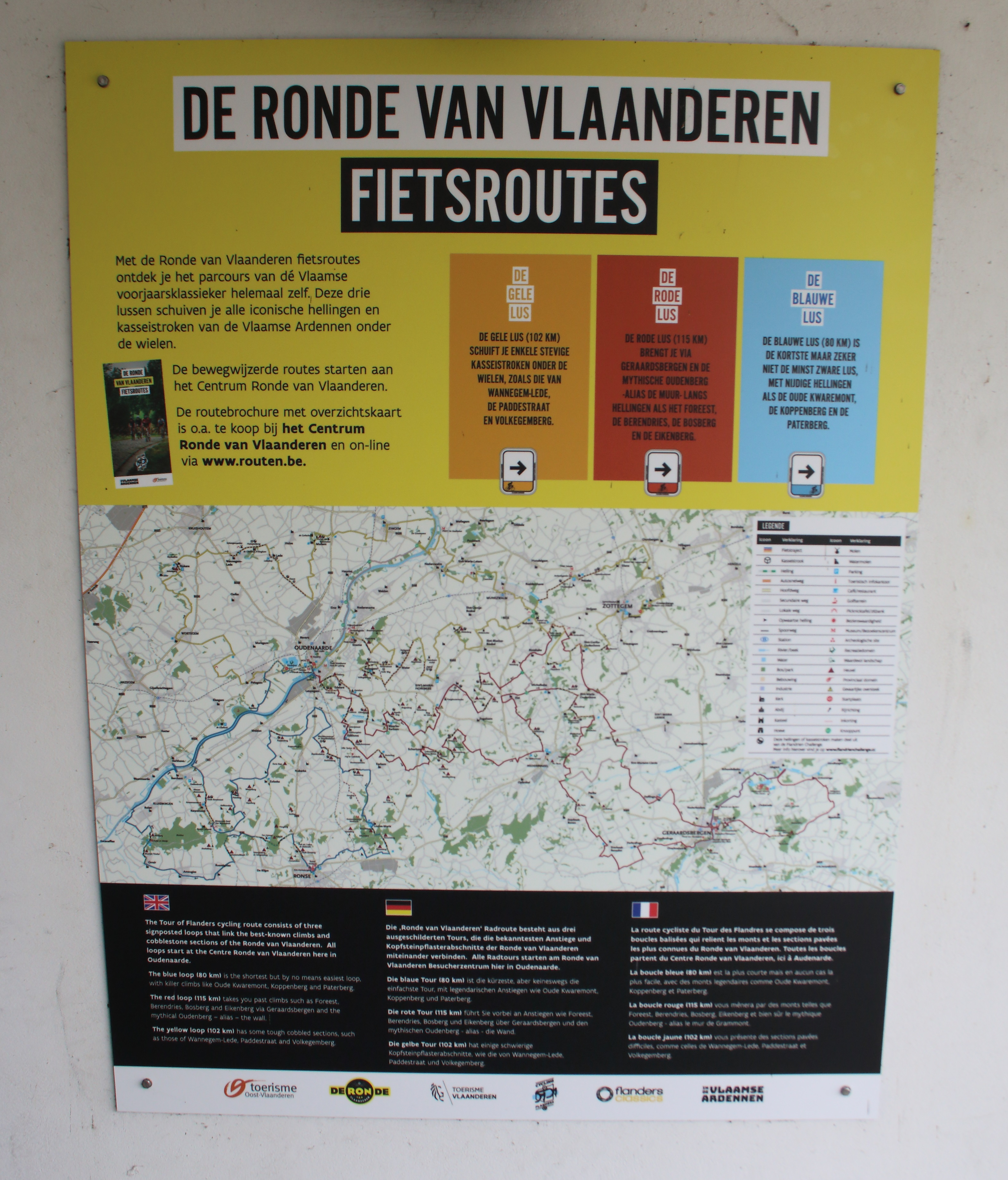